# Ebalia nux
Ebalia nux är en kräftdjursart. Ebalia nux ingår i släktet Ebalia och familjen Leucosiidae. Inga underarter finns listade i Catalogue of Life.